# 佐脇良之
佐胁良之（生年不詳－1573年1月25日）是日本战国时代武将。尾张国海东郡荒子（現今愛知縣名古屋市中川區荒子）的士豪前田利春的五男，也是前田利家的弟弟。別名是利之、藤八郎。

## 生平
年幼時就擅長軍事。成為佐脇家（佐脇興世）的養子，自小就以小姓的身份仕於织田信長。在永禄元年（1558年）參加浮野之战（『信長公記』）。随后与家兄利家一同成為赤母衣众（『高木文書』）。
在永禄3年（1560年）5月的桶狭间之战中與岩室重休、長谷川橋介、山口飛驒守、加藤彌三郎一同跟隨迅速出陣的信長。在永禄12年（1569年）的大河内之战中擔任尺限廻番眾。（『信長公記』）
後來與長谷川、山口、加藤一同觸怒信長而被流放，於是前往投靠德川家康，此時的待遇不明。在元龜3年（1573年）12月參加三方原之戰，與長谷川等3人一同被討死（『信長公記』）（或說負傷，之後傷重死亡）。
與妻子（出身氏族不詳）之間有1個女兒（實名不詳，法號「圓智院妙淨」）。女兒由前田利家夫妻養育，後來成為前田氏家臣篠原一孝的正室，肖像畫在妙法寺（金澤市），以日本戰國時代女性的畫像具有相當的代表性。而兒子佐脇久好則因為良之的妻子是前田利次的乳母而仕於利次並成為富山藩藩士。

## 登場作品
電視劇
- 『利家與松』（NHK大河剧 2002年 演員：竹野内丰）